# Zbigniew K. Zuziak
Zbigniew Karol Zuziak (ur. 1944, zm. 2023) – polski architekt, profesor nauk technicznych, inżynier, profesor zwyczajny Wydziału Budownictwa, Inżynierii Środowiska i Architektury Politechniki Rzeszowskiej, specjalista w zakresie urbanistyki i planowania przestrzennego.

## Życiorys
W 1968 ukończył studia na kierunku architektura i urbanistyka na Wydziale Architektury Politechniki Krakowskiej. W 1976 na podstawie napisanej pod kierunkiem Zbigniewa Wzorka rozprawy pt. Wybrane zagadnienia planowania przestrzennego związane z rozwojem turystyki motorowej (w nawiązaniu do zagospodarowania przestrzennego ziem górskich) otrzymał tam stopień naukowy doktora nauk technicznych. Na tym samym wydziale na podstawie dorobku naukowego oraz rozprawy pt. Strategie rewitalizacji przestrzeni śródmiejskiej uzyskał w 2000 stopień doktora habilitowanego nauk technicznych dyscyplina: architektura i urbanistyka specjalność: planowanie przestrzenne, urbanistyka.
Został profesorem nadzwyczajnym Wydziału Architektury Politechniki Krakowskiej (Instytut Projektowania Miast i Regionów), profesorem zwyczajnym Wyższej Szkoły Technicznej w Katowicach na Wydziale Architektury, Budownictwa i Sztuk Stosowanych oraz profesorem zwyczajnym Politechniki Rzeszowskiej im. Ignacego Łukasiewicza na Wydziale Budownictwa, Inżynierii Środowiska i Architektury.
Członek Komitetu Architektury i Urbanistyki PAN i Komitetu Przestrzennego Zagospodarowania Kraju PAN.